# Charnwit Polcheewin
Charnwit Polcheewin (Thai: ชาญวิทย์ ผลชีวิน, sprich: [ʧaːn-wít pŏn-ʧiwin]; * 23. April 1956) ist ein thailändischer Fußballtrainer und ehemaliger Spieler.

## Karriere
Seine Karriere als Fußballer begann er beim FC Raj Pracha, mit dem er u. a. 1980 die thailändische Meisterschaft gewinnen konnte. Die größten Erfolge jedoch feierte Charnwit Polcheewin als Trainer. Von 1991 bis 2000 trainierte er den FC Thai Farmers Bank und führte den Verein zu vier Meisterschaften und zwei Siegen in der AFC Champions League. 1994 wurde er zum Trainer Asiens gewählt. Neben seiner Tätigkeit als Trainer des FC Thai Farmers Bank betreute er auch noch die thailändische U-16 und U-19-Auswahl. 2005 übernahm er das Amt des thailändischen Nationaltrainers und führte die Mannschaft zum Gewinn der SEA Games 2005 und einem 2. Platz bei der ASEAN-Fußballmeisterschaft 2007.
Im Februar 2007 trat er von seinem Amt zurück um einen Trainerposten beim vietnamesischen Verein FC Đồng Tháp anzutreten. Ein Vertrag kam dann allerdings doch nicht zustande, und so wurde er ab April 2007 wieder thailändischer Nationaltrainer. Nachdem es Thailand im Juni 2008 es erneut verpasst hatte sich für eine Fußball-WM zu qualifizieren, trat Charnwit Polcheewin von seinem Posten als Nationaltrainer zurück.

## Auszeichnungen und Erfolge

### Erfolge als Spieler
- Thailand Premier League: Meister 1980 mit dem FC Raj Pracha
- Queen’s Cup: Gewinner 1981 mit dem FC Raj Pracha

### Erfolge als Trainer
- Vereinsebene

AFC Champions League: Gewinner 1994 und 1995

Thailand Premier League: Meister 1992, 1993, 1995

Queen’s Cup: Gewinner 1994, 1995, 1996, 1997

(alle mit dem FC Thai Farmers Bank)
- Nationaltrainer

AFC U-17 Meisterschaften: Qualifiziert zur U-17 WM 1997 mit Thailand

SEA Games: Gewinner 2005 mit Thailand

King’s Cup: Gewinner 2006 und 2007 mit Thailand

### Auszeichnungen als Trainer
- Asiens Trainer des Jahres: 1994